# Kronheden
 Ikke at forveksle med Kronhede Plantage.
Kronheden er et dansk naturområde, der ligger på Skovbjerg Bakkeø i Vestjylland. Den ligger omtrent midt i det gamle Torsted Sogn, nogenlunde midt på fugleflugtslinjen mellem Holstebro og Ringkøbing. Ud af Kronheden har der gennem årene udviklet sig en række plantageområder som Fejsø og Stråsø Plantager (mod nord), Torsted Plantage (mod syd) og Klovsig Plantage mod vest.

## Historie
Oprindeligt dækkede Kronheden et meget større område end nu. Området var karakteriseret ved at omfatte overvejende hede og indlandsklitter, da den danske stat i 1880'erne opkøbte i alt omkring 6.000 hektar her og på Klosterheden længere mod nord. Hensigten var at beplante områderne og blandt andet derved begrænse sandfygningen i området. Opkøbene fortsatte, og efterhånden opstod de forskellige plantager, heriblandt Stråsø, der under anden verdenskrig fik tilført yderligere arealer, der blev udlagt til urfuglereservater.
Så tidligt som i 1835 blev der oprettet en skole på Kronhede, og denne fungerede frem til 1967, hvor den blev nedlagt. Den gamle skole blev senere omdannet til lejrskole. Ved siden af skolen blev der i 1924-25 opført et forsamlingshus for områdets beboere. Som lejrskolen er forsamlingshuset fortsat i brug. Forsamlingshuset blev gennemrenoveret i 2018.

## Naturtyper
Den oprindelige natur på Kronheden var præget hedearealer og indlandsklitter. Disse arealer er i tidens løb indskrænket med etableringen af de store plantageområder, der særligt består af nåletræer, men der findes fortsat eksempler på indlandsklitterne samt heder, der er domineret af lyngarter. Andre plantearter, der trives på den ofte magre jord, er bjergfyr, revling, bævreasp, birk samt forskellige græsser. Nogle af disse plantearter kan komme til at dominere arealerne, så for at holde fast i autentisk hede, foregår der konstant pleje heraf. Plejen består dels i at sætte får til at græsse på arealerne, dels ved kontrollerede afbrændinger.
Blandt pattedyr er det kronhjorten, der står særligt markant med ganske store rudler på Kronheden og i de omkringliggende plantager.
Kronheden er et af de steder, hvor ulven har opholdt sig, efter at den i 2010'erne er vendt tilbage til Danmark.

## Rekreative anvendelser
På Kronheden er der organiseret forskellige naturoplevelser, hvor man blandt andet kan få ulveundervisning og komme på felttur i den forbindelse. Der findes i området flere bålpladser og shelters, og området er velegnet til bushcraft (ophold i naturen med færrest mulige hjælpemidler).